# Andreas Jakobsson
Bo Janne Andreas Jakobsson (Teckomatorp, 6 ottobre 1972) è un ex calciatore svedese, di ruolo difensore.

## Carriera

### Club
Jakobsson ha iniziato la sua carriera come difensore centrale nel Landskrona nel 1990. Ha aiutato il club a raggiungere la promozione nella Allsvenskan, nel 1993. Il Landskrona, però, è retrocesso al termine del campionato 1994 e Jakobsson si è trasferito all'Helsingborg. È diventato immediatamente un titolare dei Röe e, assieme a Ola Nilsson, ha formato una delle coppie difensive più forti del campionato svedese, per diversi anni. Anche grazie all'apporto di Jakobsson, nel 1999, l'Helsingborg ha vinto il titolo nazionale dopo una attesa durata cinquantotto anni.
Dopo questa vittoria, si è trasferito all'Hansa Rostock, nell'estate 2000, nella Bundesliga. Ha giocato tre stagioni a Rostock, saltando soltanto tre delle centodue partite disputate dalla squadra tedesca. A luglio 2003, ha lasciato la squadra per trasferirsi al Brøndby.
Nell'unica stagione con il Brøndby, ha vinto il campionato. Si è quindi trasferito in Inghilterra, al Southampton, nella Premier League. Alla fine della stagione, il Southampton è retrocesso in Football League Championship e Jakobsson è andato a chiudere la carriera con l'Helsingborg. Dopo il ritiro, ha giocato con una squadra svedese, in settima divisione.

### Nazionale
Jakobssen ha debuttato nella Svezia a febbraio 1996. Ha partecipato al campionato del mondo 2002 e al campionato d'Europa 2004, senza saltare una partita in queste competizioni.

## Statistiche

### Cronologia presenze e reti in nazionale
| Cronologia completa delle presenze e delle reti in nazionale ― Svezia | Cronologia completa delle presenze e delle reti in nazionale ― Svezia | Cronologia completa delle presenze e delle reti in nazionale ― Svezia | Cronologia completa delle presenze e delle reti in nazionale ― Svezia | Cronologia completa delle presenze e delle reti in nazionale ― Svezia | Cronologia completa delle presenze e delle reti in nazionale ― Svezia | Cronologia completa delle presenze e delle reti in nazionale ― Svezia | Cronologia completa delle presenze e delle reti in nazionale ― Svezia |
| Data                                                                  | Città                                                                 | In casa                                                               | Risultato                                                             | Ospiti                                                                | Competizione                                                          | Reti                                                                  | Note                                                                  |
| --------------------------------------------------------------------- | --------------------------------------------------------------------- | --------------------------------------------------------------------- | --------------------------------------------------------------------- | --------------------------------------------------------------------- | --------------------------------------------------------------------- | --------------------------------------------------------------------- | --------------------------------------------------------------------- |
| 28-2-1996                                                             | Sydney                                                                | Australia                                                             | 0 – 0                                                                 | Svezia                                                                | Amichevole                                                            | -                                                                     |                                                                       |
| 11-2-1997                                                             | Bangkok                                                               | Thailandia                                                            | 0 – 0                                                                 | Svezia                                                                | King's Cup 1997                                                       | -                                                                     |                                                                       |
| 13-2-1997                                                             | Bangkok                                                               | Giappone                                                              | 0 – 1                                                                 | Svezia                                                                | King's Cup 1997                                                       | -                                                                     |                                                                       |
| 16-2-1997                                                             | Bangkok                                                               | Thailandia                                                            | 1 – 3                                                                 | Svezia                                                                | King's Cup 1997                                                       | -                                                                     |                                                                       |
| 12-3-1997                                                             | Ramat Gan                                                             | Israele                                                               | 0 – 1                                                                 | Svezia                                                                | Amichevole                                                            | -                                                                     |                                                                       |
| 22-5-1997                                                             | Stoccolma                                                             | Svezia                                                                | 2 – 2                                                                 | Polonia                                                               | Amichevole                                                            | -                                                                     | 53’                                                                   |
| 24-1-1998                                                             | Orlando                                                               | Stati Uniti                                                           | 1 – 0                                                                 | Svezia                                                                | Amichevole                                                            | -                                                                     |                                                                       |
| 29-1-1998                                                             | Kingston                                                              | Giamaica                                                              | 0 – 0                                                                 | Svezia                                                                | Amichevole                                                            | -                                                                     | 46’                                                                   |
| 28-4-1999                                                             | Dublino                                                               | Irlanda                                                               | 2 – 0                                                                 | Svezia                                                                | Amichevole                                                            | -                                                                     | 46’                                                                   |
| 27-11-1999                                                            | Pretoria                                                              | Sudafrica                                                             | 1 – 0                                                                 | Svezia                                                                | Amichevole                                                            | -                                                                     |                                                                       |
| 10-11-2001                                                            | Manchester                                                            | Inghilterra                                                           | 1 – 1                                                                 | Svezia                                                                | Amichevole                                                            | -                                                                     | 62’                                                                   |
| 17-4-2002                                                             | Oslo                                                                  | Norvegia                                                              | 0 – 0                                                                 | Svezia                                                                | Amichevole                                                            | -                                                                     | 73’                                                                   |
| 25-5-2002                                                             | Tokyo                                                                 | Giappone                                                              | 1 – 1                                                                 | Svezia                                                                | Amichevole                                                            | -                                                                     | 77’                                                                   |
| 2-6-2002                                                              | Saitama                                                               | Inghilterra                                                           | 1 – 1                                                                 | Svezia                                                                | Mondiali 2002 - 1º turno                                              | -                                                                     | 73’                                                                   |
| 7-6-2002                                                              | Kobe                                                                  | Nigeria                                                               | 1 – 2                                                                 | Svezia                                                                | Mondiali 2002 - 1º turno                                              | -                                                                     |                                                                       |
| 12-6-2002                                                             | Rifu                                                                  | Argentina                                                             | 1 – 1                                                                 | Svezia                                                                | Mondiali 2002 - 1º turno                                              | -                                                                     |                                                                       |
| 16-6-2002                                                             | Ōita                                                                  | Senegal                                                               | 2 – 1 gg                                                              | Svezia                                                                | Mondiali 2002 - Ottavi di finale                                      | -                                                                     |                                                                       |
| 21-8-2002                                                             | Mosca                                                                 | Russia                                                                | 1 – 1                                                                 | Svezia                                                                | Amichevole                                                            | -                                                                     | 46’                                                                   |
| 7-9-2002                                                              | Riga                                                                  | Lettonia                                                              | 0 – 0                                                                 | Svezia                                                                | Qual. Euro 2004                                                       | -                                                                     |                                                                       |
| 12-10-2002                                                            | Solna                                                                 | Svezia                                                                | 1 – 1                                                                 | Ungheria                                                              | Qual. Euro 2004                                                       | -                                                                     |                                                                       |
| 16-10-2002                                                            | Göteborg                                                              | Svezia                                                                | 2 – 3                                                                 | Portogallo                                                            | Amichevole                                                            | -                                                                     |                                                                       |
| 20-11-2002                                                            | Teplice                                                               | Rep. Ceca                                                             | 3 – 3                                                                 | Svezia                                                                | Amichevole                                                            | -                                                                     | cap.                                                                  |
| 30-4-2003                                                             | Stoccolma                                                             | Svezia                                                                | 1 – 2                                                                 | Croazia                                                               | Amichevole                                                            | -                                                                     | 59’                                                                   |
| 7-6-2003                                                              | Serravalle                                                            | San Marino                                                            | 0 – 6                                                                 | Svezia                                                                | Qual. Euro 2004                                                       | -                                                                     |                                                                       |
| 11-6-2003                                                             | Stoccolma                                                             | Svezia                                                                | 3 – 0                                                                 | Polonia                                                               | Qual. Euro 2004                                                       | -                                                                     | 24’                                                                   |
| 20-8-2003                                                             | Norrköping                                                            | Svezia                                                                | 1 – 2                                                                 | Grecia                                                                | Amichevole                                                            | -                                                                     | 72’                                                                   |
| 6-9-2003                                                              | Göteborg                                                              | Svezia                                                                | 5 – 0                                                                 | San Marino                                                            | Qual. Euro 2004                                                       | 1                                                                     | 65’                                                                   |
| 10-9-2003                                                             | Varsavia                                                              | Polonia                                                               | 0 – 2                                                                 | Svezia                                                                | Qual. Euro 2004                                                       | -                                                                     |                                                                       |
| 11-10-2003                                                            | Stoccolma                                                             | Svezia                                                                | 0 – 1                                                                 | Lettonia                                                              | Qual. Euro 2004                                                       | -                                                                     |                                                                       |
| 18-2-2004                                                             | Tirana                                                                | Albania                                                               | 2 – 1                                                                 | Svezia                                                                | Amichevole                                                            | -                                                                     | cap.                                                                  |
| 28-4-2004                                                             | Coimbra                                                               | Portogallo                                                            | 2 – 2                                                                 | Svezia                                                                | Amichevole                                                            | -                                                                     | 46’                                                                   |
| 5-6-2004                                                              | Solna                                                                 | Svezia                                                                | 3 – 1                                                                 | Polonia                                                               | Amichevole                                                            | 1                                                                     |                                                                       |
| 14-6-2004                                                             | Lisbona                                                               | Svezia                                                                | 5 – 0                                                                 | Bulgaria                                                              | Euro 2004 - 1º turno                                                  | -                                                                     |                                                                       |
| 18-6-2004                                                             | Porto                                                                 | Italia                                                                | 1 – 1                                                                 | Svezia                                                                | Euro 2004 - 1º turno                                                  | -                                                                     |                                                                       |
| 22-6-2004                                                             | Porto                                                                 | Danimarca                                                             | 2 – 2                                                                 | Svezia                                                                | Euro 2004 - 1º turno                                                  | -                                                                     |                                                                       |
| 26-6-2004                                                             | Faro                                                                  | Svezia                                                                | 0 – 0 dts (4 – 5 dtr)                                                 | Paesi Bassi                                                           | Euro 2004 - Quarti di finale                                          | -                                                                     |                                                                       |
| Totale                                                                |                                                                       | Presenze                                                              | 36                                                                    |                                                                       | Reti                                                                  | 2                                                                     |                                                                       |

## Palmarès

### Club

#### Competizioni nazionali
- Campionato svedese: 1

Helsingborg: 1999
- Campionato danese: 1

Brøndby: 2004-2005
- Coppa di Svezia: 2

Helsingborg: 1998, 2006
- Coppa di Danimarca: 1

Brøndby: 2004-2005